# Madahoplia cervinotincta
Madahoplia cervinotincta är en skalbaggsart som beskrevs av Leon Fairmaire 1901. Madahoplia cervinotincta ingår i släktet Madahoplia och familjen Melolonthidae. Inga underarter finns listade i Catalogue of Life.